# Xenocyprioides
Xenocyprioides är ett släkte av fiskar. Xenocyprioides ingår i familjen karpfiskar.
Kladogram enligt Catalogue of Life:
| Xenocyprioides | \| \| Xenocyprioides carinatus \| \| \| \| \| \| Xenocyprioides parvulus \| \| \| \| |
|                | \| \| Xenocyprioides carinatus \| \| \| \| \| \| Xenocyprioides parvulus \| \| \| \| |
|                | Xenocyprioides carinatus                                                             |
|                |                                                                                      |
|                | Xenocyprioides parvulus                                                              |
|                |                                                                                      |